# Arturs Neikšāns
Arturs Neikšāns (Valka, 16 de marzo de 1983) es un jugador de ajedrez letón, que tiene el título de Gran Maestro desde 2012. En 2012 la FIDE le otorgó el título de FIDE Trainer, el segundo máximo título de entrenador internacional.
En la lista de Elo de la FIDE de noviembre de 2015,  tenía un Elo de 2602 puntos, cosa que  hacía el jugador número 3 (en activo) de Letonia. Su máximo Elo fue de 2602 puntos, en la lista de noviembre de 2015 (posición 228 en el ranking mundial).

## Resultados destacados en competición
Ha sido campeón de Letonia tres veces, en 1999, 2011, y 2015. También ha sido campeón local de dos ciudades diferentes: Valka en 1998 y Jelgava en 1999. Ganó el campeonato juvenil del Báltico en Tallinn en 2001 el mismo año que obtuvo el título de Maestro Internacional y el torneo Memorial Aivars Gipslis celebrado en Riga en 2002. En 2010 compartió el tercer lugar en el XV abierto de Balaguer.

### Participación en competiciones por equipos
Arturs Neikšāns ha participado, representado Letonia, a las siguientes olimpiadas de ajedrez:
- En 2000, al primer tablero suplente a la 34.ª Olimpiada en Estambul (+5 −3 =2);
- En 2006, al primer tablero suplente a la 37.ª Olimpiada en Turín (+3 −1 =1);
- En 2012, al tercer tablero a la 40.ª Olimpiada en Estambul (+3 −3 =3);[11]
- En 2014, al tercer tablero a la 41.ª Olimpiada a Tromsø (+3 −2 =5).

Arturs Neikšāns también ha representado Letonia al Campeonato de Europa de ajedrez por equipos:
- En 1999, al cuarto tablero a Batumi (+2 −3 =4);
- En 2011, al tercer tablero en Porto Carras (+5 −2 =2).[13]